# Lễ hội Hanácké Benátky
Hanácké Benátky (tiếng Séc: Hanácké Benátky) là một lễ hội âm nhạc thường niên được tổ chức ở thị trấn Litovel, vùng Olomouc, Cộng hòa Séc. Lễ hội diễn ra vào tháng 6 hàng năm kể từ năm 2002. Đây là một sự kiện văn hóa đặc sắc dành cho cả trẻ em và người lớn.

## Mô tả

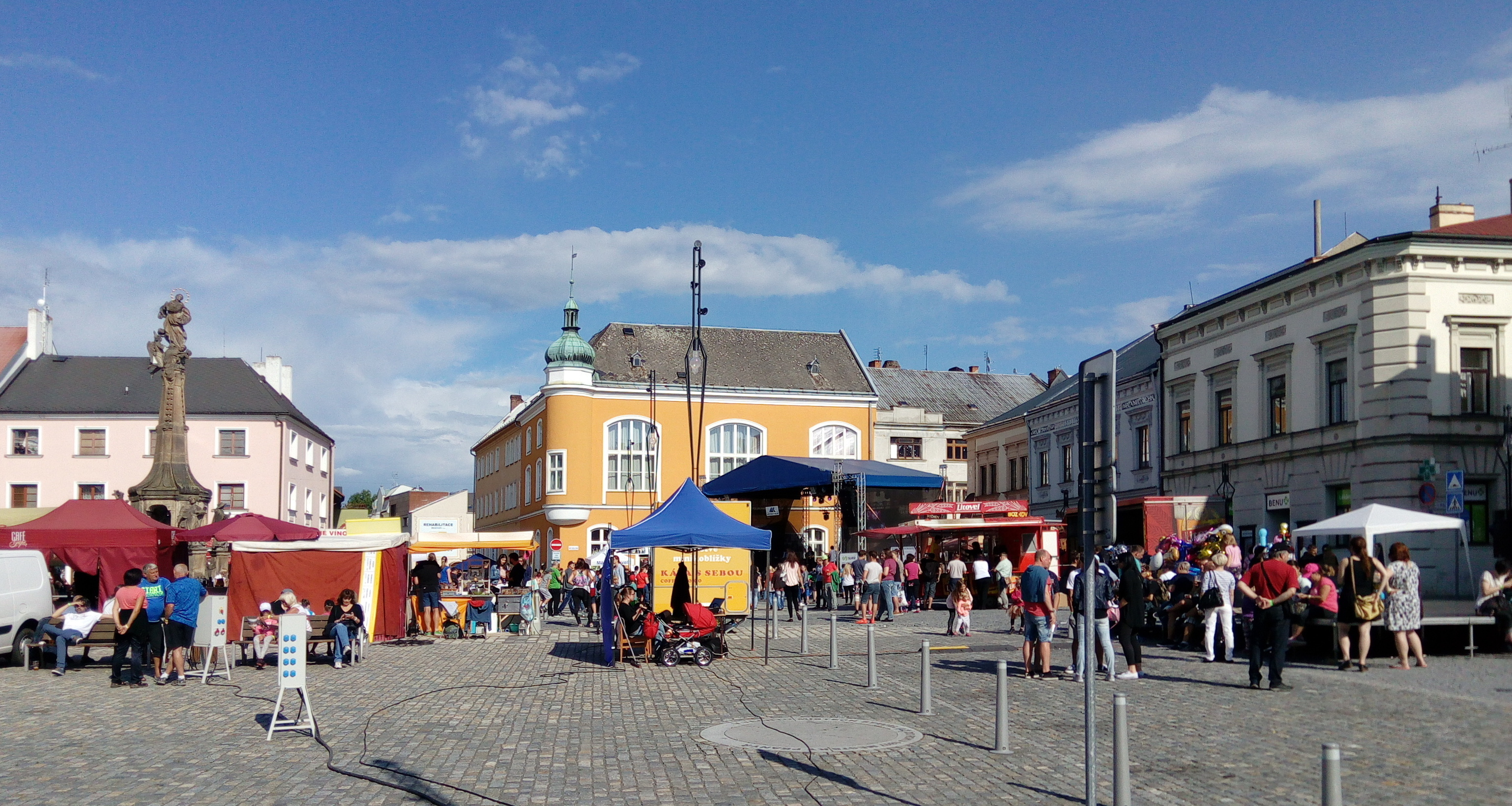
Lễ hội Hanácké Benátky ở Litovel (2017)

Lễ hội Hanácké Benátky được tổ chức ở nhiều nơi tại thị trấn Litovel, trong đó có: Quảng trường Přemysl Otakar (địa điểm chính),  công viên Hòa bình và khu vực trước Bảo tàng Litovel. Bên cạnh các chương trình âm nhạc, lễ hội cũng đi kèm với các buổi trình diễn của những người thi chạy vượt rào, các hoạt náo viên, các vũ đoàn, hội chợ, chợ nông sản và một số chương trình giải trí dành cho trẻ em. Các buổi hòa nhạc sẽ lần lượt xuất hiện trên sân khấu chính. Trong khi tận hưởng âm nhạc, du khách có thể tham gia các chương trình khác hoặc tham quan các di tích lịch sử nổi tiếng của thị trấn. Các di tích ở thị trấn Litovel cũng mở cửa vào ngày lễ hội, chẳng hạn như tòa tháp của tòa thị chính (trên quảng trường Přemysl Otakar) hoặc nhà nguyện Thánh George. Sự kiện diễn ra cả ngày và kết thúc bằng màn pháo hoa rực rỡ vào ban đêm.